# Арендс, Леопольд Александр Фридрих

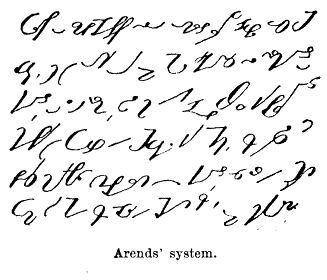
Пример стенографической записи сделанной по системе Арендса

Леопо́льд Алекса́ндр Фри́дрих А́рендс (нем. Leopold Alexander Friedrich Arends; 1817—1882) — немецкий филолог, изобретатель весьма распространенной в XIX веке системы стенографии.

## Биография
Леопольд Александр Фридрих Арендс родился 1 декабря 1817 года в деревне Ракишки, близ Вильны (Литва).
Первоначальное образование получил в городе Риге, затем изучал в университете города Дерпта (ныне Тартуский университет) естественные науки, историю, филологию и философию. В 1841 году Арендс стал наставником для одной из благородных семей Курляндии.

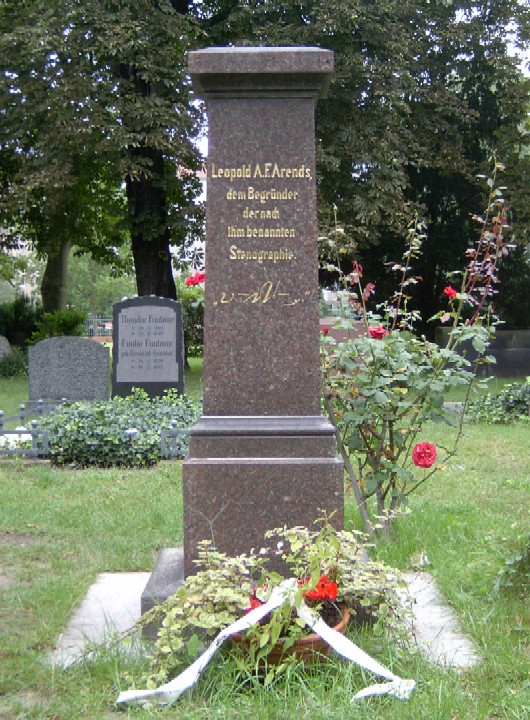
Могила Арендса

В 1844 году Арендс переселился в столицу Германии город Берлин, где продолжал занятия филологией. Результатом его более чем десятилетних трудов и исследований области стенографии стало изданное им сочинение «Leitfaden einer rationellen Kurzschrift» (Берлин, 1860 г.; 2 изд. 1881 г.), в котором были изложены основы более рационального письменного изображения разговорного языка. Целью его была выработка нового способа начертания слов и создание новой системы стенографии, которая превосходила бы все прежние системы легкостью изучения и точностью письменных знаков.
Эта новая система была принята в Германии, Франции, Испании, Венгрии и Швеции (Гроссе, «Manuel de la sténographie rationelle»; Меллер-Инграм, «Manual de la estenographia racional»; Донаньи (Dohnanyi), «Arends Lipòt gyorsirás»; Е. Бергстен, «Leopold A. F. Arend’s rationella stenografi eller korts krift»).
Итогом его фонетических и лингвистических исследований явилось сочинение «Ueber den Sprachgesang der Forzeit und die Herstellbarkeit der althebr. Vokal-musik» (Берлин, 1867).
Арендс пробовал также свои силы в сочинении драматических произведений, издал в 1844 году драму «Libussas Wahl», а в 1848 году трагедию «Demosthenes oder Hellas' Untergang».
Леопольд Александр Фридрих Арендс скончался 22 декабря 1882 года в городе Берлине.